# Isolationstransformator

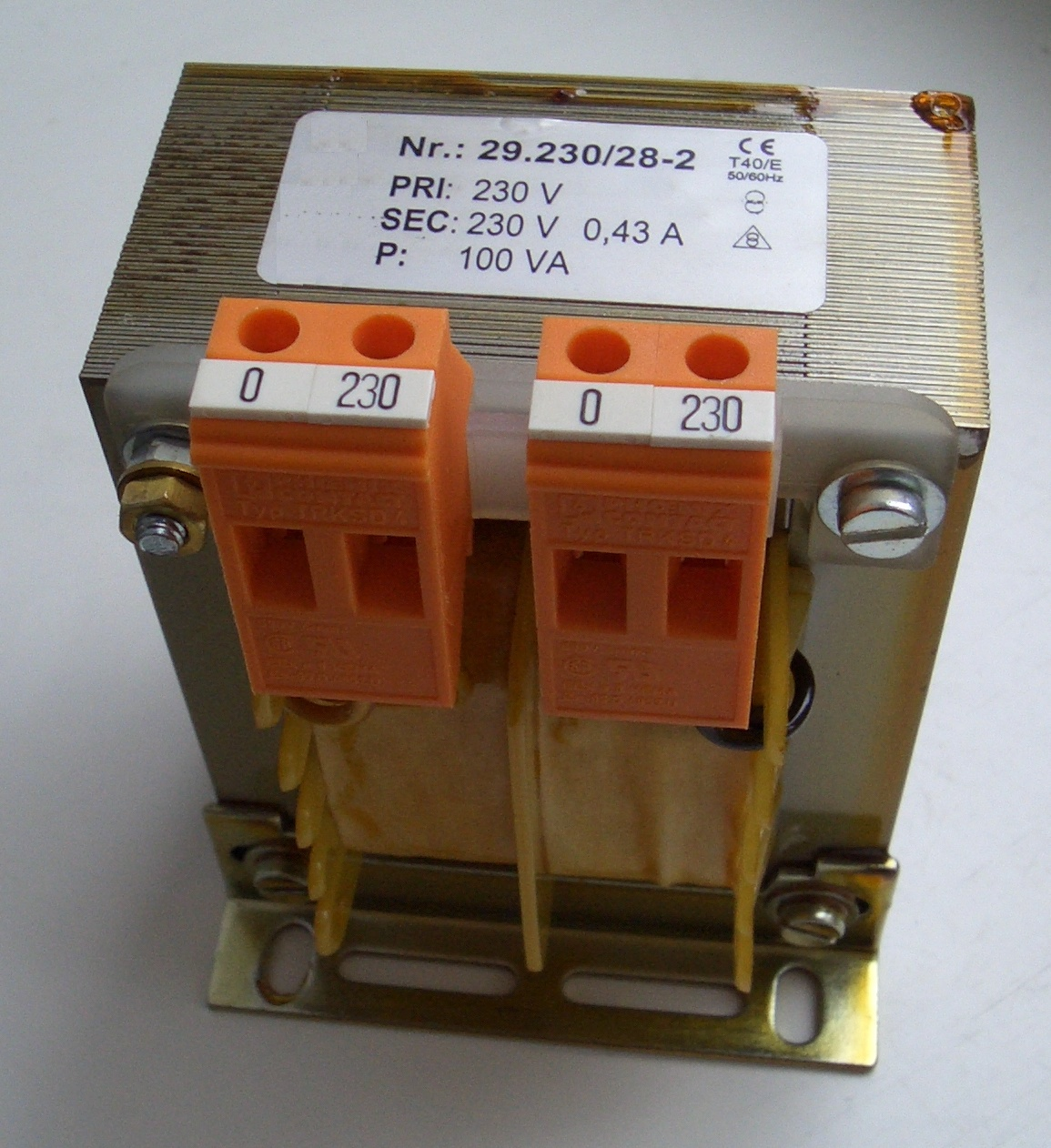
Isolationstransformator 230 V

Isolationstransformator, även kallad isolertransformator, skiljetransformator eller fulltransformator, är en transformator vars främsta syfte inte är att ändra spänningen utan att åstadkomma galvanisk isolering. En fulltransformators spänning över primärsidan kan vara lika stor som spänningen över sekundärsidan. I praktiken brukar dock vissa förluster, och toleranser förekomma.

## Användningsområden
Isolationstransformatorer används ofta för att skilja nätansluta apparater ifrån jord. På transformatorns primärsida kopplar man fas och neutral (230V) och på sekundärsidan har man fortfarande 230V fast man är skild ifrån jord. Detta kan även kallas för flytande jord. Det finns ingen elektrisk koppling alls mellan sekundärsidan och fas eller neutral.
Detta är ofta mycket användbart när man ska använda olika typer av mätutrustning, till exempel oscilloskop.
Isolationstransformatorn hjälper motverka jordslingor då den fungerar som en galvanisk avskiljare. Den kan också användas för uttag i badrum av personsäkerhetsskäl.
Transformatorers kapacitet mäts i voltampere som förkortas VA. Ju fler VA desto större last klarar transformatorn.

## Skyddstransformator
En skyddstransformator är en isolertransformator vars sekundärspänning är högst 50 volt, normalt 24 V eller 48 V. Primärspänningen får högst vara 1000 V.